# Chouteau (Oklahoma)
Chouteau ist eine Town im Mayes County in Oklahoma, USA. Das U.S. Census Bureau hat bei der Volkszählung 2020 eine Einwohnerzahl von 2.059 ermittelt.

## Geographie
Die Ortschaft liegt östlich von Tulsa am Highway 412 im Nordosten des Staates Oklahoma.
Chouteau, ursprünglich Cody’s Creek, war ab 1871 Haltepunkt der Missouri-Kansas-Texas Railroad. Seinen Namen bekam der Ort nach Auguste Pierre Chouteau.

## Persönlichkeiten
- Johnny Ray (* 1957), Baseballspieler
- Lowe Stokes (1898–1983), Musiker